# 모치즈키 게이타
모치즈키 게이타(일본어: 望月 啓太, もちづき けいた, 1977년 6월 13일 야마나시현 고후시 ~ )는 일본의 언론인으로 NHK 소속 남성 아나운서이다. 게이오기주쿠 대학 상학부를 졸업했으며 2000년 NHK에 입사했다.